# Palyna semilunaris
Palyna semilunaris là một loài bướm đêm trong họ Noctuidae.